# Alexis Roland-Manuel
Roland Alexis Manuel Levy, conegut com a Roland-Manuel o Roland Manuel, (París, 22 de març, 1891 - Idem, 1 de novembre, 1966. fou un compositor i musicòleg francès.
Nascut en una família d'origen belga i de fe jueva, va estudiar composició sota la direcció de Vincent d'Indy i Albert Roussel. Va estar a prop d'Erik Satie que el va presentar el 1911 a Maurice Ravel, de qui es va convertir en un dels rars deixebles, l'amic, el primer biògraf des de 1914, el fotògraf des de 1912.
El 1947 va ser nomenat professor d'estètica musical al Conservatori Nacional de Música de París, on entre els seus alumnes hi havia el compositor i organista André Jorrand. En aquest càrrec, que va mantenir fins al 1961, va fer importants contribucions a la teoria musical i va ser un crític eclèctic i popular. Col·laborà amb Igor Stravinski en la redacció de la seva obra teòrica Poètica musical (1939). Com a compositor va deixar principalment òperes còmiques i música de cinema que va escriure entre d'altres per a les pel·lícules de Jean Grémillon.
Músic compromès des de l'època del Front Popular de França en els seus èxits en l'àmbit artístic, durant l'Ocupació va ser “l'eix del Front Nacional de Resistència de Músics”. Va participar en l'orgue clandestí Le Musicien d'Aujourd'hui, emès de 1942 a 1944 en orquestres.
De setembre de 1944 a juliol de 1961, va ser el productor del famós programa de ràdio: Plaisir de la musique amb la pianista Nadia Tagrine. També va ser membre del comitè de direcció de l'"Association du Foyer de l'Abbaye de Royaumont".
Està enterrat al cementiri del Père-Lachaise (divisió 46).

## Vida privada
Era fill de la senyora Fernand Dreyfus, de soltera Marie Thérèse Jeanne Spies (1871-1958), que va ser padrina de guerra de Maurice Ravel de 1916 a 1917 i va tenir una abundant correspondència amb aquest últim.
Es va casar el juny de 1916 amb Suzanne Roux, d'ara endavant anomenada Suzanne Roland-Manuel (1892-1968), pianista, novel·lista, artista, autora d'escenografies i vestuari per al teatre, inclosa L'hora espanyola de Maurice Ravel el 1945.
És pare de Claude Roland-Manuel (1922-2005), dedicat de Berceuse a nom de Gabriel Fauré de Maurice Ravel, home de ràdio, productor de l'espectacle "Accord Perfect", director de sèries dramàtiques de "France Culture", autor de diverses obres de pensaments i aforismes filosòfics.

## Obres
- Isabelle et Pantalon, òpera còmica en dos actes (1922)
- Le Diable amoureux, òpera còmica (1929)
- tres ballets
- un oratori
- un concertino per a piano
- de la música de cambra
- des mélodies
- harmonitzacions sobre temes antics, inclòs el famós Gentil Gallans de França, arranjats per a tres veus.

## Musiques de films
- 1930 : La Petite Lise de Jean Grémillon
- 1931 : Le Rêve de Jacques de Baroncelli
- 1933 : L'Ami Fritz de Jacques de Baroncelli
- 1934 : Roi de Camargue de Jacques de Baroncelli
- 1934 : Crainquebille de Jacques de Baroncelli
- 1935 : La Bandera de Julien Duvivier
- 1936 : Les Jumeaux de Brighton de Claude Heymann
- 1938 : L'Étrange Monsieur Victor de Jean Grémillon
- 1941 : Remorques de Jean Grémillon
- 1942 : Les Inconnus dans la maison d'Henri Decoin
- 1943 : L'École de Barbizon de Marco de Gastybe (court métrage)
- 1943 : Lumière d'été de Jean Grémillon
- 1943 : Lucrèce de Léo Joannon
- 1944 : Le ciel est à vous de Jean Grémillon

## Obres
- Maurice Ravel i la seva obra, París, A. Durand et fils, Éditeurs, 1914. (BNF 31237741) Primera biografia coneguda de Maurice Ravel
- Erik Satie. Xerrada a la Lyre et Palette Society, 18 d'abril de 1916, París, impr. H. Roberge, [1916]. (BNF 43239409)
- Arthur Honegger, París, Maurice Senart, 1925. (BNF 44883582B)
- Maurice Ravel i la seva obra, París, A. Durand et fils, Éditeurs, 1925. (BNF 34178450) Segona impressió revisada i actualitzada de la primera biografia coneguda de Maurice Ravel
- Maurice Ravel i la seva obra dramàtica, París, Éditions Musicales de la Librairie de France, 1928. (BNF 31237743) (BNF 43239415) (BNF 32580886)
- Manuel de Falla, París, Cahiers d’Art, 1930. (BNF 31237740B) (BNF 32580884)
- A la glòria de Ravel, París, Éditions de la Nouvelle Revue Critique, 1938. (BNF 32580891)
- Poesia musical en forma de sis lliçons d'Igor Stravinsky, París, Flammarion, 2011. (BNF 42550167)

Reedició d'un text publicat per primera vegada l'any 1942 i acreditat únicament a Stravinsky, però que òbviament va ser coescrit per Roland-Manuel després de Myriam Soumagnac, autora d'aquesta edició publicada per primera vegada l'any 2000.
- El plaer de la música, París, Seuil, 1947. (BNF 32580888M) (BNF 43239419J) 1r volum d'una selecció i transcripció d'emissions radiofòniques, amb la col·laboració de la pianista Nadia Tagrine
- Ravel, París, Gallimard, 1948. (BNF 32580893) Reedició de la de 1938 però amb una iconografia molt reduïda a dos documents
- El plaer de la música. 2, Música fins a Beethoven, París, Seuil, 1950. (BNF 32580889Z) 2n volum d'una selecció i transcripció d'emissions radiofòniques, amb la col·laboració de la pianista Nadia Tagrine
- El plaer de la música. 3, de Beethoven als nostres dies, París, Seuil, 1951. (BNF 32580890) 3r volum d'una selecció i transcripció d'emissions radiofòniques, amb la col·laboració de la pianista Nadia Tagrine
- El plaer de la música. 4, L'òpera, París, Seuil, 1955. (BNF 32654686W) 4t i últim volum d'una selecció i transcripció d'emissions radiofòniques, amb la col·laboració de la pianista Nadia Tagrine
- Sonata què vols de mi? Reflexions sobre els fins i els mitjans de l'art musical, Lausana, Mermod, 1957. (BNF 43239423) (BNF 32580894) Amb dibuixos i aquarel·la de Raoul Dufy
- Història de la música, dos volums publicats sota la direcció de Roland-Manuel, (I Des dels orígens a Jean-Sébastien Bach, 2236 pàgines, 1960, i II Del segle XVIII a l'actualitat, 1875 pàgines, 1964), volum novè. de l'Encyclopédie de la Pléiade, publicada per Editions Gallimard (sota la direcció de Raymond Queneau) (ISBN 2-07-010403-6)
- Sonata què vols de mi? Reflexions sobre els fins i els mitjans de l'art musical, París, éditions Ivrea, 1996. (ISBN 2-85184-251-X) Reedició d'un llibre publicat per primera vegada el 1957